# Clifford Bañagale
Clifford Bañagale es un actor filipino/estadounidense conocido por su papel como Diesel, el novio de Sacha Baron Cohen en la película Brüno.
Su carrera comenzó a los 7 años de edad cuando comenzó a entrenar en opera, luego actuando en el teatro Equity adulto.
No mucho tiempo después de graduarse de la Academia Musical y Dramática, Clifford obtuvo papeles en varias producciones locales y regionales de Peter Pan, South Pacific, It's a Wonderful Life y The Magical Land of OZ.
Después de firmar con la empresa de gestión ESI, Clifford consiguió la producción teatral con el papel de Jack Scott en The Grove Theater.
Recientemente, actuó en Hair, con el productor Michael Butler y recibió excelentes críticas de Los Angeles Times, Backstage West y LA Stage. En la pantalla pequeña, Clifford apareció en Accidentally On Purpose y Good Morning America.
Clifford vive en el sur de California y recientemente terminó de realizar Altar Boyz the Musical.El musical estuvo nominado a 4 premios por LA Weelky Theater ganando Mejor Reparto y Mejor Coreografía.